# Dat zou ze hem zeggen op het eiland
Dat zou ze hem zeggen op het eiland is een hoorspel van Françoise Xenakis. Elle lui dirait dans l’île dateert van 1970. Een hoorspelbewerking werd op 26 juli 1973 onder de titel Auf der Insel wollte sie ihm sagen… door de Rundfunk der DDR uitgezonden. De KRO bracht het reeds in het programma Dinsdagavondtheater op dinsdag 4 mei 1971 (met een herhaling op dinsdag 24 juli 1973). De vertaling was van Coos Mulder; de regisseur was Léon Povel. Het hoorspel duurde 67 minuten.

## Rolbezetting
- Marjolein Rommerts (zij)
- Coen Flink (hij)
- Bob Verstraete (de verteller)
- Frans Kokshoorn (stemmen)

## Inhoud
HIJ verzette zich tegen de putsch van de militaire junta, werd verbannen naar een eiland en daar geïnterneerd in een concentratiekamp. ZIJ - z’n jonge vrouw - heeft eindelijk de toestemming gekregen om hem te bezoeken, maar ze vermoedt niet dat juist daardoor haar man psychisch te gronde zal gaan. Pas op de terugweg wordt haar duidelijk, hoe erg het in het kamp op dat eiland moet zijn, hoe zwaar het valt om in die omstandigheden mens te blijven, te overleven. Kan de tijd die ze tot dusver samen hebben doorgebracht, hun liefde daarvoor de nodige kracht schenken?